# Tuji Grm
Tuji Grm – wieś w Słowenii, w gminie miejskiej Lublana. W 2018 roku liczyła 80 mieszkańców. 